# Dactylokepon holthuisi
Dactylokepon holthuisi är en kräftdjursart som beskrevs av M. Bourdon 1967. Dactylokepon holthuisi ingår i släktet Dactylokepon och familjen Bopyridae. Inga underarter finns listade i Catalogue of Life.